# Nokia Lumia 630
Nokia Lumia 630 hay Lumia 630 là một chiếc điện thoại thông minh được phát triển bởi Nokia, được cài sẵn hệ điều hành Windows Phone 8.1 của Microsoft. Nó được giới thiệu vào ngày 2 tháng 4 năm 2014 tại hội nghị Microsoft Build 2014 và được dự kiến phân phối vào tháng 6 năm 2014. Nó có một CPU SoC Qualcomm Snapdragon 400 với vi xử lý lõi tứ và GPU Adreno 305. Ngoài ra, nó còn có màn hình 4.5 inch và máy ảnh 5 MP. Chiếc Lumia 635 tương đương với 630 nhưng hỗ trợ thêm mạng 4G, trong khi Lumia 636 và 638 giống nhau, nhưng lại đi kèm 1 GB of RAM và hiện chỉ có tại Trung Quốc.
Nó là phiên bản kế nhiệm chiếc Nokia Lumia 625, với một bộ vi xử lý lõi tứ cải tiến, nhưng lại lược bỏ phần máy ảnh, đèn flash và nút chụp ảnh trên cạnh.
Vào 2 tháng 3 năm 2015, Microsoft giới thiệu phiên bản tiếp theo, chiếc Microsoft Lumia 640, với màn hình được cải tiến với độ phân giải 1280 × 720 HD, 1GB RAM, máy ảnh 8 MP với khả năng quay video 1080p và đèn flash LED, máy ảnh trước cho ảnh tự chụp và hội nghị video, pin 2500 mAh, Office 365, Microsoft Outlook và có thể nâng cấp lên Windows 10 Mobile.

## Phân phối
Nokia bắt đầu bán Nokia Lumia 630 tại Ấn Độ vào ngày 12 tháng 5 năm 2014 với giá 10,500 INR cùng với phiên bản hai SIM với giá 11,500 INR, cả hai được dự kiến bán ra từ 14 tháng 5 năm 2014. Trong khi Malaysia lại bán ra phiên bản RM549.
Nokia, giới thiệu Nokia Lumia 630 With Mobilink tại Pakistan vào 12 tháng 5 năm 2014 với giá 15,990/- 
PKR
Nokia cũng bắt đầu phân phối chiếc Nokia Lumia 630 mới tại Philippines. Nó được giới thiệu tại một sự kiện được tổ chức tại Bonifacio Global City, Taguig vào 13 tháng 5 năm 2014 và có mức giá phải chăng ₱7,990. Nó cũng có sẵn nhiều bản màu khác nhau gồm cam bóng, vàng bóng, lục bóng, trắng và đen.
Chiếc Nokia Lumia 630 được bắt đầu bán tại Mỹ vào tháng 7 năm 2014 độc quyền cho nhà mạng Cricket Wireless. Nó có sẵn bản màu Lục và Lam.

## Vấn đề
Phiên bản hai SIM của chiếc điện thoại có vấn đề với âm thanh khi gọi điện.
Có một diện tích đáng kể trên cạnh trên của màn hình bị mờ.
Một số điện thoại không thể đặt Google làm bộ máy tìm kiếm mặc định.

## Biến thể
Chiếc Nokia Lumia 636 (RM-1027) và 638 (RM-1010) là 2 phiên bản 1GB RAM của Lumia 635 nhưng chỉ bán ở Trung Quốc, Hồng Kông và Philippines cho một số nhà mạng. Chiếc Lumia 638 cũng được bán độc quyền tại Ấn Độ qua hệ thống Microsoft Brand Store trên Amazon.in từ tháng 12 năm 2014 và hiện là điện thoại thông minh 4G giá rẻ nhất quốc gia này.
Lumia 630 TV Edition (RM-979) là biến thể của Lumia 630 Hai SIM với bộ thu và giải mã truyền hình kỹ thuật số ISDB-Tb và hiện chỉ bán tại Brazil.